# Liste der portugiesischen Botschafter in Schweden
Die Liste der portugiesischen Botschafter in Schweden listet die Botschafter der Republik Portugal in Schweden auf. Die beiden Staaten unterhalten seit 1641 diplomatische Beziehungen.
Im Zuge der diplomatischen Bemühungen nach dem Restaurationskrieg und der 1640 erfolgten Wiederherstellung seiner Unabhängigkeit eröffnete das Königreich Portugal 1641 eine erste Legation in der schwedischen Hauptstadt Stockholm. 1959 wurde sie zur vollen Botschaft erhoben.
Heute residiert die portugiesische Botschaft dort in der Narvavägen 30, 2 tr. Zudem besteht ein Honorarkonsulat Portugals in Göteborg.

## Missionschefs
| Name                                                                            | Bild     | Amtszeit                              | Anmerkungen                                                                               |
| Schweden                                                                        | Schweden | Schweden                              | Schweden                                                                                  |
| ------------------------------------------------------------------------------- | -------- | ------------------------------------- | ----------------------------------------------------------------------------------------- |
| Francisco de Sousa Coutinho                                                     |          | Mai 1641–September 1641               | Botschafter; erster Vertreter Portugals in Schweden, am 10. Juni 1641 akkreditiert        |
| João de Guimarães                                                               |          | 1643–1650                             | Resident                                                                                  |
| Rodrigo Botelho de Morais                                                       |          | September 1643 –November 1643         | am 26. September 1643 akkreditiert                                                        |
| José Pinto Pereira                                                              |          | Juli 1650 –28. März 1651              | Botschafter; im August 1650 akkreditiert                                                  |
| João Gomes de Serpa                                                             |          | 1651–1652                             | Geschäftsträger                                                                           |
| António da Silva e Sousa                                                        |          | August 1652 –29. März 1658            | Resident, bis 6. Mai 1659 Leiter der Legation                                             |
| Francisco José Pereira                                                          |          | 10. August 1792 –15. Juli 1793        |                                                                                           |
| José Maria de Sousa                                                             |          | Juli 1793 –29. März 1795              | Ministro Plenipotenciário                                                                 |
| Francisco José Pereira                                                          |          | 26. März 1795 –4. Juli 1797           | Geschäftsträger                                                                           |
| Fernando Correia Henriques de Noronha                                           |          | 17. Oktober 1797 –10. Oktober 1800    | Geschäftsträger                                                                           |
| José Anselmo Correia Henriques                                                  |          | 10. Oktober 1797 –Januar 1806         | Geschäftsträger                                                                           |
| José Manuel Pinto da Fonseca                                                    |          | ?–?                                   | Geschäftsträger                                                                           |
| Joaquim Lobo da Silveira                                                        |          | 13. Januar 1806 –14. Juli 1814        | Geschäftsträger                                                                           |
| Gustavo Beyer                                                                   |          | 1814 –25. Dezember 1821               | Konsul und Korrespondenzbeauftrager                                                       |
| Rafael da Cruz Guerreiro                                                        |          | 1817                                  | Ministerresident                                                                          |
| Jacob Frederico Torlades Pereira de Azambuja                                    |          | 25. Dezember 1821 –21. Juni 1822      | Geschäftsträger                                                                           |
| Ambrósio Joaquim Gomes de Oliveira                                              |          | 30. Mai 1822 –8. Dezember 1823        | Geschäftsträger                                                                           |
| António Lopes da Cunha                                                          |          | 6. Januar 1824 –8. November 1833      | Geschäftsträger                                                                           |
| António José da Silva Loureiro                                                  |          | 30. August 1833 –8. März 1848         | Geschäftsträger, am 6. November 1833 akkreditiert                                         |
| José António Soares Leal                                                        |          | 2. Oktober 1851 –20. November 1852    | Ministerresident, am 9. Oktober 1851 akkreditiert                                         |
| N. M. Höglund                                                                   |          | 20. November 1852 –5. August 1854     | Beauftragter der Legation                                                                 |
| António Travassos Valdez                                                        |          | 5. August 1854 –Dezember 1855         | Geschäftsträger, am 9. August 1854 akkreditiert                                           |
| Visconde de Sotto Maior                                                         |          | 19. März 1856 –13. Dezember 1892      | Ministerresident, ab 21. Dezember 1869 Geschäftsträger                                    |
| António de Castro Feijó                                                         |          | 13. Dezember 1892 –20. Juni 1917      | Generalkonsul und Übergangs-Geschäftsträger, ab 17. November 1901 Geschäftsträger         |
| José Jorge Rodrigues dos Santos                                                 |          | 20. Juni 1917 –29. September 1919     | Geschäftsträger                                                                           |
| Francisco Roberto da Silva Ferrão de Carvalho Martens (Conde de Martens Ferrão) |          | 29. September 1919 –11. November 1926 | Geschäftsträger                                                                           |
| Francisco de Santos Tavares                                                     |          | 14. November 1926 –3. September 1928  | Ministro Plenipotenciário, am 26. November 1926 akkreditiert                              |
| César de Sousa Mendes do Amaral e Abranches                                     |          | 14. November 1929 –8. Mai 1933        | Ministro Plenipotenciário, 22. November 1929 akkreditiert                                 |
| Tomaz Ribeiro de Melo                                                           |          | 29. Juli 1933 –8. April 1934          | Ministro Plenipotenciário, 28. August 1933 akkreditiert                                   |
| José Jorge Rodrigues dos Santos                                                 |          | 25. April 1934 –31. Januar 1935       | Ministro Plenipotenciário, 23. Mai 1934 akkreditiert                                      |
| Fernando Quartin de Oliveira Bastos                                             |          | 27. Juni 1935 –9. Oktober 1937        | Ministro Plenipotenciário, 19. September 1935 akkreditiert                                |
| José Weinholtz de Bivar Brandeiro                                               |          | 2. Januar 1938 –Januar 1939           | Geschäftsträger                                                                           |
| Carlos Pedro Pinto Ferreira                                                     |          | 9. Januar 1939 –11. März 1941         | Geschäftsträger                                                                           |
| José Mendes de Vasconcelos Guimarães (Riba Tâmega)                              |          | 23. August 1941 –5. Januar 1946       | Ministro Plenipotenciário, am 11. September 1941 akkreditiert                             |
| Carlos de Almeida Fonseca de Sampaio Garrido                                    |          | 27. April 1946 –6. April 1948         | Ministro Plenipotenciário, am 3. Mai 1946 akkreditiert                                    |
| Emílio Patrício                                                                 |          | 6. April 1946 –5. März 1951           | Übergangs-Geschäftsträger                                                                 |
| João de Deus Battaglia Ramos                                                    |          | 3. Mai 1951 –20. Dezember 1958        | Ministro Plenipotenciário, am 15. März 1951 akkreditiert                                  |
| João Manuel Hall Themido                                                        |          | 20. Dezember 1958 –10. Februar 1959   | Übergangs-Geschäftsträger                                                                 |
| Augusto Rato Potier                                                             |          | 10. Februar 1959 –9. Oktober 1961     | Botschafter, am 16. Februar 1959 akkreditiert, Erhebung der Legation zur vollen Botschaft |
| José Noronha Gamito                                                             |          | 9. Oktober 1961 –27. April 1962       | Übergangs-Geschäftsträger                                                                 |
| Manuel da Cunha Pimentel Homem de Melo                                          |          | 27. April 1962 –7. April 1964         | Botschafter, am 8. Mai 1962 akkreditiert                                                  |
| Carlos Mendes Costa                                                             |          | 7. April 1964 –6. Oktober 1964        | Übergangs-Geschäftsträger                                                                 |
| João Rodrigues Simões Affra                                                     |          | 6. Oktober 1964 –5. April 1971        | Botschafter, am 23. Dezember 1964 akkreditiert                                            |
| Rui Eduardo Barbosa de Medina                                                   |          | 8. Mai 1971 –7. November 1974         | Botschafter, am 26. Mai 1971 akkreditiert                                                 |
| José Luis da Silveira e Charters Coelho Trigueiros de Aragão                    |          | 21. November 1974 –10. August 1981    | Botschafter, am 28. November 1974 akkreditiert                                            |
| Joaquim Renato Corrêa Pinto Soares                                              |          | 11. August 1981 –11. März 1984        | Botschafter, am 8. Oktober 1981 akkreditiert                                              |
| José Manuel de Noronha Gamito                                                   |          | 13. März 1984 –11. Oktober 1987       | Botschafter, am 22. März 1984 akkreditiert                                                |
| José Manuel Soares Beleza Pais Moreira                                          |          | 12. Oktober 1987 –5. Februar 1988     | Übergangs-Geschäftsträger                                                                 |
| Maria Raquel Lopes de Bettencourt Ferreira                                      |          | 2. Mai 1988 –10. Februar 1993         | Botschafterin, am 5. Mai 1988 akkreditiert                                                |
| Vasco Taveira da Cunha Valente                                                  |          | 10. Februar 1993 –9. März 1995        | Botschafter                                                                               |
| Paulo Guilherme Pires de Lima de Castilho                                       |          | 30. März 1995 –18. Mai 1999           | Botschafter, 5. April 1995 akkreditiert                                                   |
| Alvaro Manuel Soares Guerra                                                     |          | 19. Mai 1999 –8. Oktober 2001         | Botschafter, am 10. Juni 1999 akkreditiert                                                |
| João Pedro Zanatti Rodrigues                                                    |          | 10. Oktober 2001 –15. November 2005   | Botschafter                                                                               |
| José Carlos Júlio da Cruz Almeida                                               |          | 21. November 2005 –21. Januar 2010    | Botschafter                                                                               |
| José Carlos Serafino                                                            |          | 26. Januar 2010 –12. September 2010   | Übergangs-Geschäftsträger                                                                 |
| Francisco Pimentel de Melo Ribeiro de Menezes                                   |          | 13. September 2010 –5. August 2011    | Botschafter, am 27. Oktober 2010 akkreditiert                                             |
| André Oliveira                                                                  |          | 26. August 2011 –28. Februar 2012     | Übergangs-Geschäftsträger                                                                 |
| Manuel Marcelo Monteiro Curto                                                   |          | 1. März 2012 –26. Dezember 2014       | Botschafter, am 8. März 2012 akkreditiert                                                 |
| José Júlio Pereira Gomes                                                        |          | 2015 –20. Oktober 2017                | Botschafter, am 31. Mai 2015 akkreditiert                                                 |
| Henrique Manuel Silveira Borges                                                 |          | seit 15. November 2017                | Botschafter                                                                               |